# Studeno, Železniki
Studeno este o localitate din comuna Železniki, Slovenia, cu o populație de 174 de locuitori.